# Okręg Nevers
Okręg Nevers (fr. Arrondissement de Nevers) – okręg we wschodniej Francji. Populacja wynosi 122 tysiące.

## Podział administracyjny
W skład okręgu wchodzą następujące kantony:
- Decize,
- Dornes,
- Guérigny,
- Imphy,
- Machine,
- Nevers-Centre,
- Nevers-Est,
- Nevers-Nord,
- Nevers-Sud,
- Pougues-les-Eaux,
- Saint-Benin-d'Azy,
- Saint-Pierre-le-Moûtier,
- Saint-Saulge.